# Спасский, Николай Николаевич
Никола́й Никола́евич Спа́сский (род. 10 августа 1961, Севастополь, Крымская область, Украинская ССР, СССР) — российский государственный деятель, дипломат, политолог, писатель.

## Образование
Окончил среднюю школу в Москве с золотой медалью (1978), факультет международных отношений Московского государственного института международных отношений МИД СССР по специальности — специалист по международным отношениям со знанием иностранного языка (1983; диплом с отличием). Кандидат исторических наук (1986), доктор политических наук (1992). Свободно владеет английским и итальянским языками.

## Биография
- В 1983—1985 годах — референт отдела печати МИД СССР.
- В 1985—1991 годах — референт, старший референт, третий секретарь, первый секретарь Управления США и Канады МИД СССР.
- В 1991 году — советник министра иностранных дел СССР.
- В 1991—1994 годах — эксперт, заместитель директора, первый заместитель директора департамента Северной Америки МИД России.
- В 1994—1997 годах — директор Департамента Северной Америки МИД России, в 1995—1997 годах, одновременно, член коллегии МИД России.
- В 1997—2004 — чрезвычайный и полномочный посол Российской Федерации в Италии и в Республике Сан-Марино по совместительству.
- С мая 2004 по июль 2006 года — заместитель секретаря Совета Безопасности России.
- С 24 июля 2006 года — статс-секретарь — заместитель руководителя Федерального агентства по атомной энергии.
- С 2008 года — заместитель генерального директора Государственной корпорации по атомной энергии «Росатом» по международной деятельности.

Председатель Комиссии государств-участников СНГ по использованию атомной энергии в мирных целях.

## Литературная деятельность
Писатель-романист. Его первый роман «Заговор» был опубликован в Италии и Франции. Второй — «Византиец» — в Италии и России (М., «Вагриус», 2003). Действие романа «Византиец» происходит в Италии XV века, его основная сюжетная линия связана с подготовкой заключения брака великого князя московского Ивана III и византийской принцессы Зои (Софьи) Палеолог. Следующий роман «Мощи Св. Кирилла» опубликован в Италии в 2004 году («Риццоли Коррьере делла сера»). Последний роман — «Проклятие Гоголя» (М., «Олма Медиа Групп», 2007). 
13 января 1998 года в «Независимой газете» была опубликована статья Спасского «Версия начала всех наших бед. Провокация. К истории противостояния Запада и Востока» с оригинальной исторической гипотезой что под видом убитого в детстве царя Понта Митридата VI Евпатора правил самозванец, которого использовали антиримски настроенные греки.

## Собственность и доходы
В Италии супруге Н. Н. Спасского принадлежит квартира общей площадью 180 м².

## Награды
- Медаль «В память 850-летия Москвы» (1997 год)[источник не указан 3980 дней]
- Благодарность президента Российской Федерации (1997 год) «за активное участие в организации, подготовке и проведении российско-американской встречи на высшем уровне в Хельсинки 20—21 марта 1997 года»[5]
- Лауреат Международной премии Флайано в области литературы (Италия, 2003 год)[6][7]
- Кавалер Большого креста ордена «За заслуги перед Итальянской Республикой» (Италия, 2004 год)[8]
- Великий офицер ордена Св. Агаты (Сан-Марино, 2004 год)[источник не указан 3980 дней]
- Почётная грамота Евразийского экономического сообщества (2010) за активную и плодотворную работу в качестве председателя Совета по сотрудничеству в области использования атомной энергии в мирных целях при Интеграционном Комитете ЕврАзЭС в период с 2007 года по 2010 год и большой вклад в развитие сотрудничества государств-членов ЕврАзЭС в области использования атомной энергии в мирных целях[9]
- Орден Почёта (2011 год)[10]
- Почётный работник Министерства иностранных дел Российской Федерации[11]

## Дипломатический ранг
- Чрезвычайный и полномочный посол (15 марта 2000)[12]

## Классный чин
- Действительный государственный советник Российской Федерации 1 класса (2004)